# 長い春の果てに
『長い春の果てに』（ながいはるのはてに）は、宝塚歌劇団月組によって初演されたミュージカル作品。原作は、フランス映画『世界で一番好きな人』（1995年製作・1996年公開。エヴァがステファンを想って歌う曲に同タイトルがついている）である。
形式名は「ミュージカル・ロマン」。原作者はアレクサンドル・アルカディ。脚本・演出は石田昌也。

## 上演記録

### 2002年 - 月組
8月23日から9月30日（新人公演は9月10日）に宝塚大劇場、同年11月15日から12月23日（新人公演は11月26日）に東京宝塚劇場で上演。
翌年に2月1日から2月20日 に中日劇場で続演。
宝塚・東京は16場。
併演作はミュージカル・レビュー『With a Song in my Heart-君が歌、わが心に深く-』。

### 2012年 - 花組
4月28日から5月27日に全国ツアー上演。
併演作はレビュー・ファンタシーク『カノン-Our Melody-』。
公演場所
- 4月28日（土）・29日（日）　市川市文化会館（千葉県）
- 4月30日（月）　オリンパスホール八王子（東京都）
- 5月2日（水）　北九州ソレイユホール(旧・九州厚生年金会館)（福岡県）
- 5月4日（金）・5日（土）・6日（日）　福岡市民会館（福岡県）
- 5月8日（火）　iichiko総合文化センター（大分県）
- 5月10日（木）　山口県立劇場・ルネッサながと
- 5月12日（土）　ALSOKホール(旧・広島郵便貯金ホール)（広島県）
- 5月13日（日）　ふくやまリーデンローズ（広島県）
- 5月15日（火）　とりぎん文化会館梨花ホール(鳥取県立県民文化会館)
- 5月17日（木）　東金文化会館（千葉県）
- 5月19日（土）・20日（日）　神奈川県民ホール
- 5月21日（月）　川口総合文化センター（埼玉県）
- 5月23日（水）　多治見市文化会館（岐阜県）
- 5月24日（木）　ひこね市文化プラザ（滋賀県）
- 5月26日（土）・27日（日）　梅田芸術劇場・メインホール（大阪府）

## 主な登場人物・配役
- ステファン（脳外科医）
- エヴァ（病弱の家出少女）
- クロード（外科医）
- ナタリー（ステファンの元恋人・精神科医）
- フローレンス（ステファンの恋人・弁護士）
- ブリス（ステファンの親友）

|                       | 2002年月組              | 2002年月組 | 2012年花組   |
| 宝塚・東京 （本公演） | 宝塚・東京 （新人公演） |            | 2012年花組   |
| --------------------- | ----------------------- | ---------- | ------------ |
| ステファン            | 紫吹淳                  | 月船さらら | 蘭寿とむ     |
| エヴァ                | 映美くらら              | 紫城るい   | 蘭乃はな     |
| クロード              | 湖月わたる（専科所属）  | 北翔海莉   | 壮一帆       |
| ナタリー              | 汐風幸（専科所属）      | 城咲あい   | 桜一花       |
| フローレンス          | 大空祐飛                | 椎名葵     | 華耀きらり   |
| ブリス                | 大和悠河                | 青樹泉     | 望海風斗     |
| アルノー              | 霧矢大夢                | 彩那音     | 朝夏まなと   |
| ジャン                | 汐美真帆                | 楠恵華     | 芹香斗亜     |
| ピエール              | 月船さらら              | 真野すがた | 大河凜       |
| ジョルジュ            | 星原美沙緒（専科所属）  | 研ルイス   | 高翔みず希   |
| イボンヌ              | 夏河ゆら                | 芽夢ちさと | 花野じゅりあ |

## スタッフ（2002年）
※氏名の後ろに「宝塚」、「東京」の文字がなければ両劇場共通。
- 原作：アレクサンドル・アルカディ[6]
- 脚本・演出:石田昌也[6]
- 作曲・編曲：西村耕次[3]
- 編曲：小高根凡平[3]
- 音楽指揮：佐々田愛一郎（宝塚）[3]、清川知己（東京）[4]
- 振付[3]：藍エリナ・前田清実
- 装置：関谷敏昭[3]
- 衣装：有村淳[3]
- 照明：安藤俊雄[3]
- 音響：加門清邦[3]
- 小道具：伊集院撤也[3]
- 効果：関根海里（宝塚）[3]、木多美生（東京）[4]
- 歌唱指導：岡崎亮子[3]
- 演出助手：小柳奈穂子[3]
- 装置捕：広森守[3]
- 照明補：氷谷信雄[3]
- 舞台進行：濱野文宏[3]
- 舞台美術製作：株式会社 宝塚舞台[3]
- 演奏：宝塚歌劇オーケストラ（宝塚）[3]
- 演奏コーディネート：株式会社 内藤音楽事務所（東京）[4]
- 制作：小野真哉[3]
- 演出担当（新人公演）：小柳奈穂子[6]

## あらすじ
脳外科医・ステファンはかつて優秀な医師だった。しかし、手術ミスで患者を死なせてしまったことから今は解剖医になっていた。その挫折感から無気力な生活を送り、恋人との関係もぎくしゃくしていた。
そんな彼のもとに、彼に恋をしているピアニスト志望の家出少女のエヴァが転がり込む。しかし、彼女は治療の困難な病に冒されていた。